# كلارك بايرز
كلارك بايرز (بالإنجليزية: Clark Byers)‏ هو فنان أمريكي، ولد في 25 يناير 1915، وتوفي في 19 فبراير 2004.